# Ratusz w Łęczycy
Ratusz w Łęczycy – budynek został skonstruowany w latach 1788–1790 według projektu architekta królewskiego Jakuba Kubickiego w centralnym punkcie rynku. Ratusz jest piętrowy, zbudowany na planie zbliżonym do kwadratu w stylu klasycystycznym, kryty odtworzony w latach 2005–2007 dachem czterospadowym. Na szczycie znajduje się niewielki belwederek, w połaciach dachu facjatki. Jako budulca użyto cegły rozbiórkowej z murów obronnych. Na początku XX wieku podjęto przebudowę, która częściowo odjęła budynkowi oryginalny styl. W latach 2005–2007 przywrócono zbliżoną do pierwotnej formę architektoniczną budynku.
Południową ścianę zdobi balkon na piętrze z kamienną balustradą, a nad nim wystawka z zegarem. 